# Mongólia geológiája

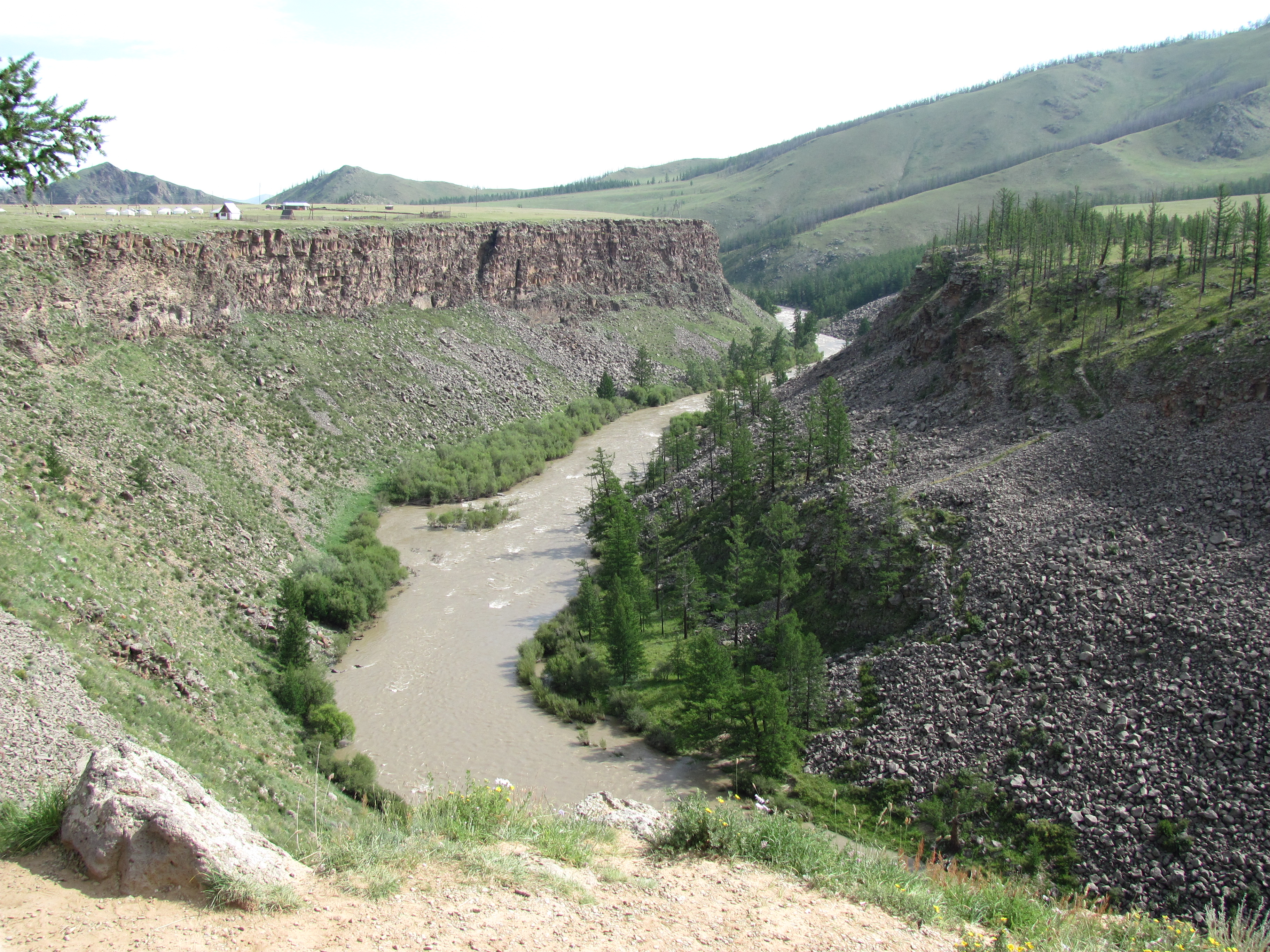
Kanyon Mongóliában

Mongólia geológiai felépítése rendkívül bonyolult, mivel két ősföld, a Közép-szibériai-fennsík  és a Kínai–koreai-masszívum közötti számos kis tektonikai lemeztöredék összeolvadásából alakult ki az elmúlt félmilliárd év folyamán. Ennek következtében területének legnagyobb részét idős, gyűrt képződmények teszik ki.
Az ország földtani szerkezetének kutatása már a 19. század első felében megkezdődött, Alexander von Humboldt 1843-ban megjelent, Közép-Ázsiáról szóló három kötetes munkájában már foglalkozik vele. A 20. század második felében a magyar–mongol együttműködés keretében számos magyar geológiai expedíció végzett eredményes feltáró munkát az országban.

## Tektonikai szerkezet

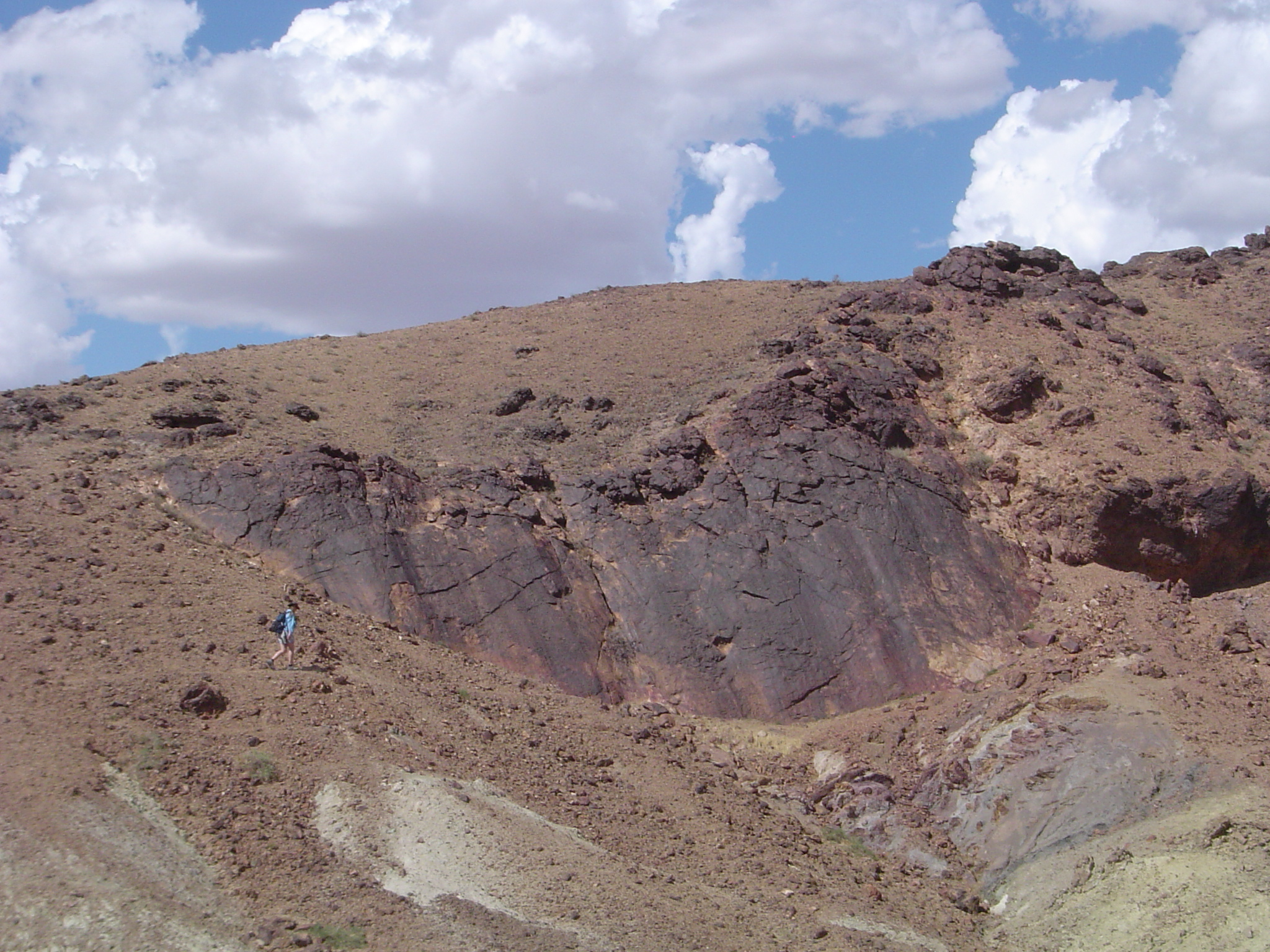
Törésvonal a Góbiban

Mongólia mai területének nagy részét a két ősi tábla, a szibériai és az észak-kínai ősmasszívumok között felgyűrődő, főleg prekambriumi jellegű kaledonidák (észak-északnyugaton) és paleozoós, óidei variszcidák alkotják.
A térség alapkőzetei 1,7-1,6 milliárd évvel ezelőtt alakultak ki, majd 800 millió évvel ezelőtt újra nagyobb változások történtek. Ezután a Gondwana és az ázsiai lemez, valamint mikrokontinensek, mint az Amur-lemez ütközése gyakorolt nagy hatást a régióra. A földkéreg helyi megnyúlása hozta létre aztán mongol felföldet, majd a kéreg elvékonyodása okozta a süllyedéseket, nagyon hasonlóan az Egyesült Államok nyugati részén kialakult medencékhez.
A földtörténeti középidő során fokozatosan depressziók, süllyedő területek alakultak ki, nagyobb tavakkal, folyamatos feltöltődéssel. A harmadidőszak végén újra felerősödtek a tektonikai mozgások, ekkoriban alakult ki a mai felszín legnagyobb része. Kiemelkedtek a ma ismert magashegységek, lesüllyedtek a tektonikus völgyek, megindult a bajkáli hasadékzóna kialakulása, ami jelentős vulkáni aktivitással is járt. A földrengéssorozatok a geológiai jelenben is tartanak, ami jelzi a folyamatos szerkezeti mozgásokat.
2021. január 12-én a Hövszgöl-tó körzetében pattant ki erős, a Richter-skála szerinti 6,8–7-es erősségű földrengés, melyet több gyenge lökés követett.

## Földtani felépítés

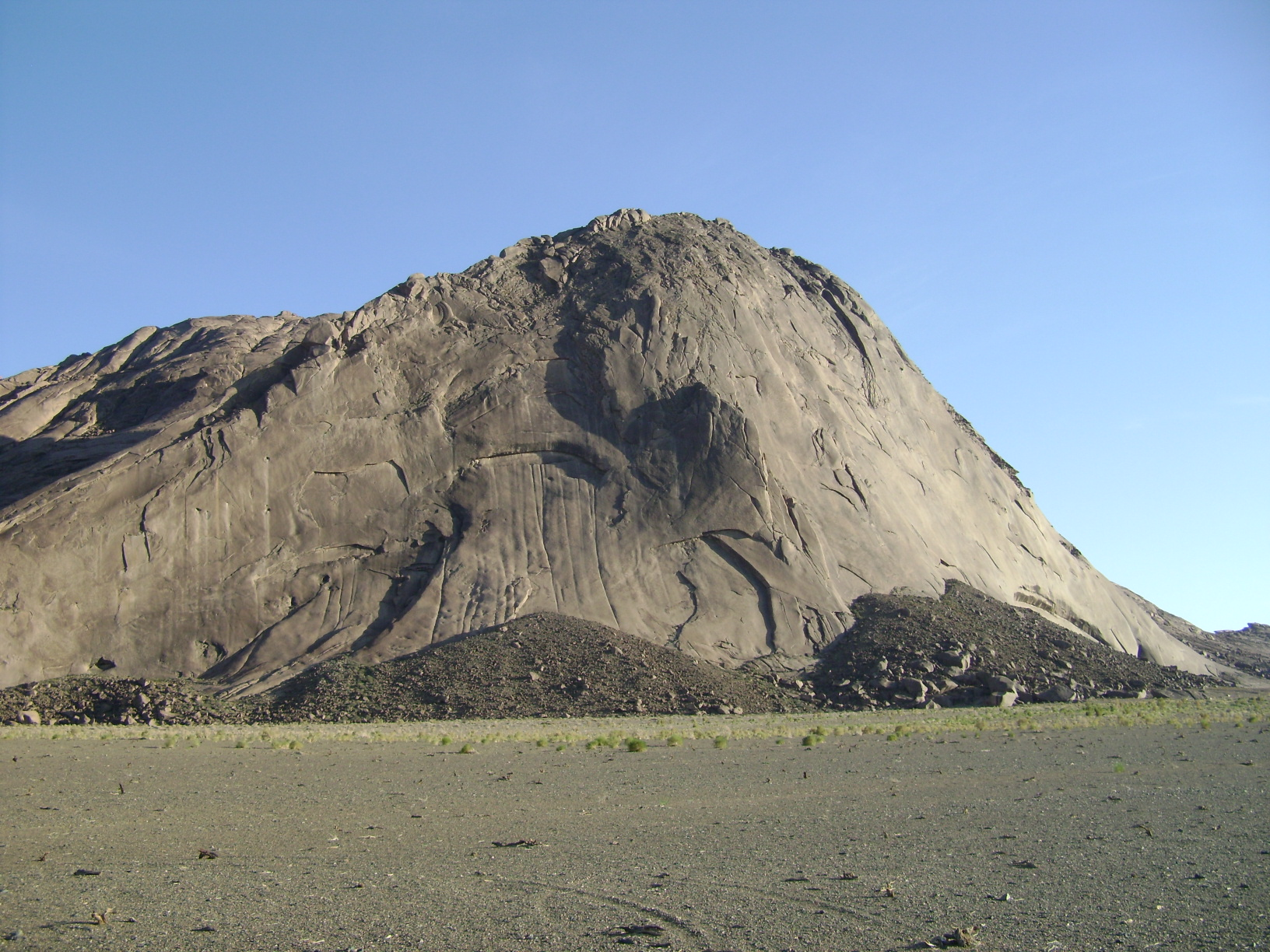
Kőfolyás

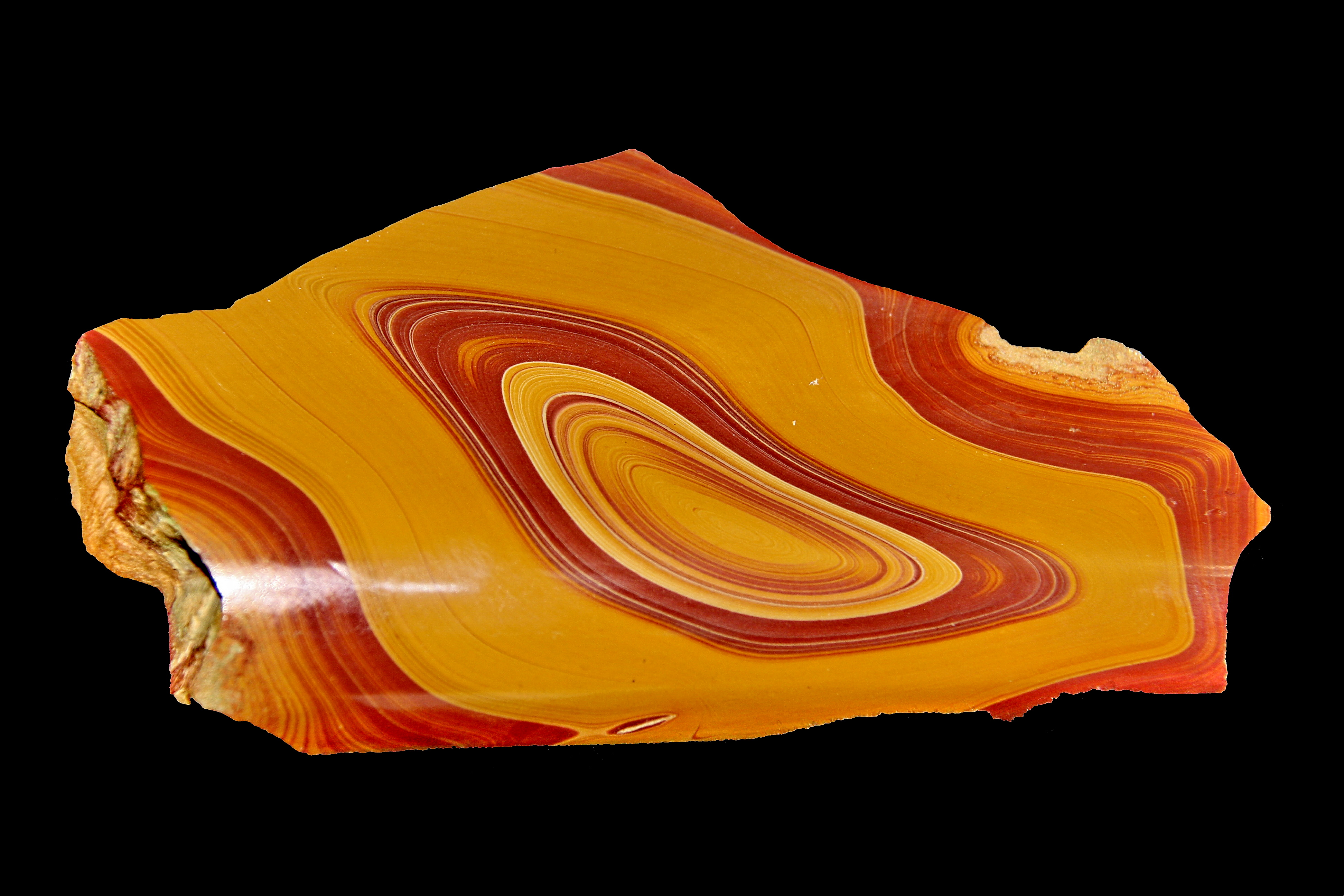
Liesegang-jelenség vulkáni hatásra átalakult üledékes kőzetben, (csiszolt mintapéldány)

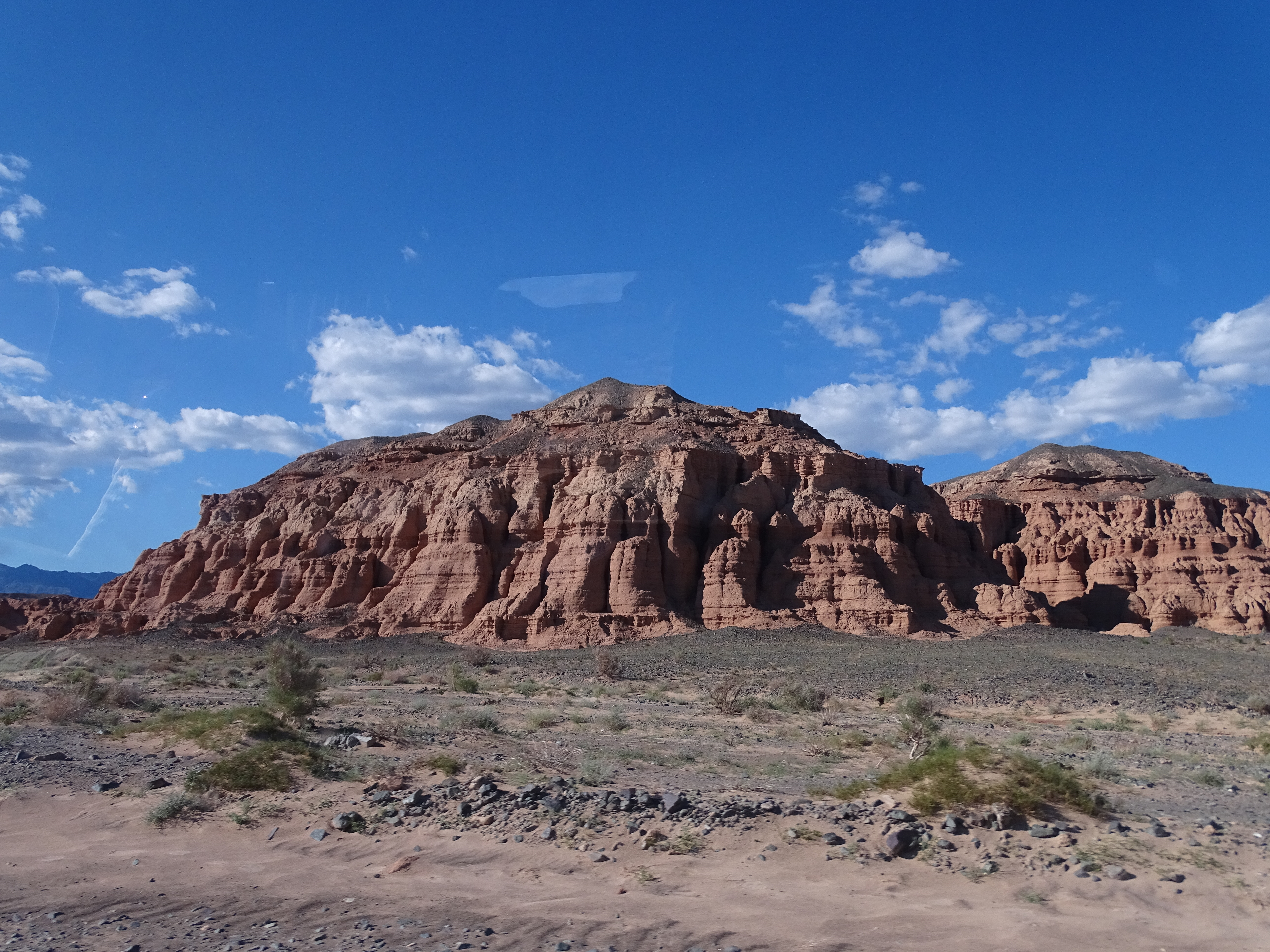
Sziklaformáció, az üledék rétegeivel

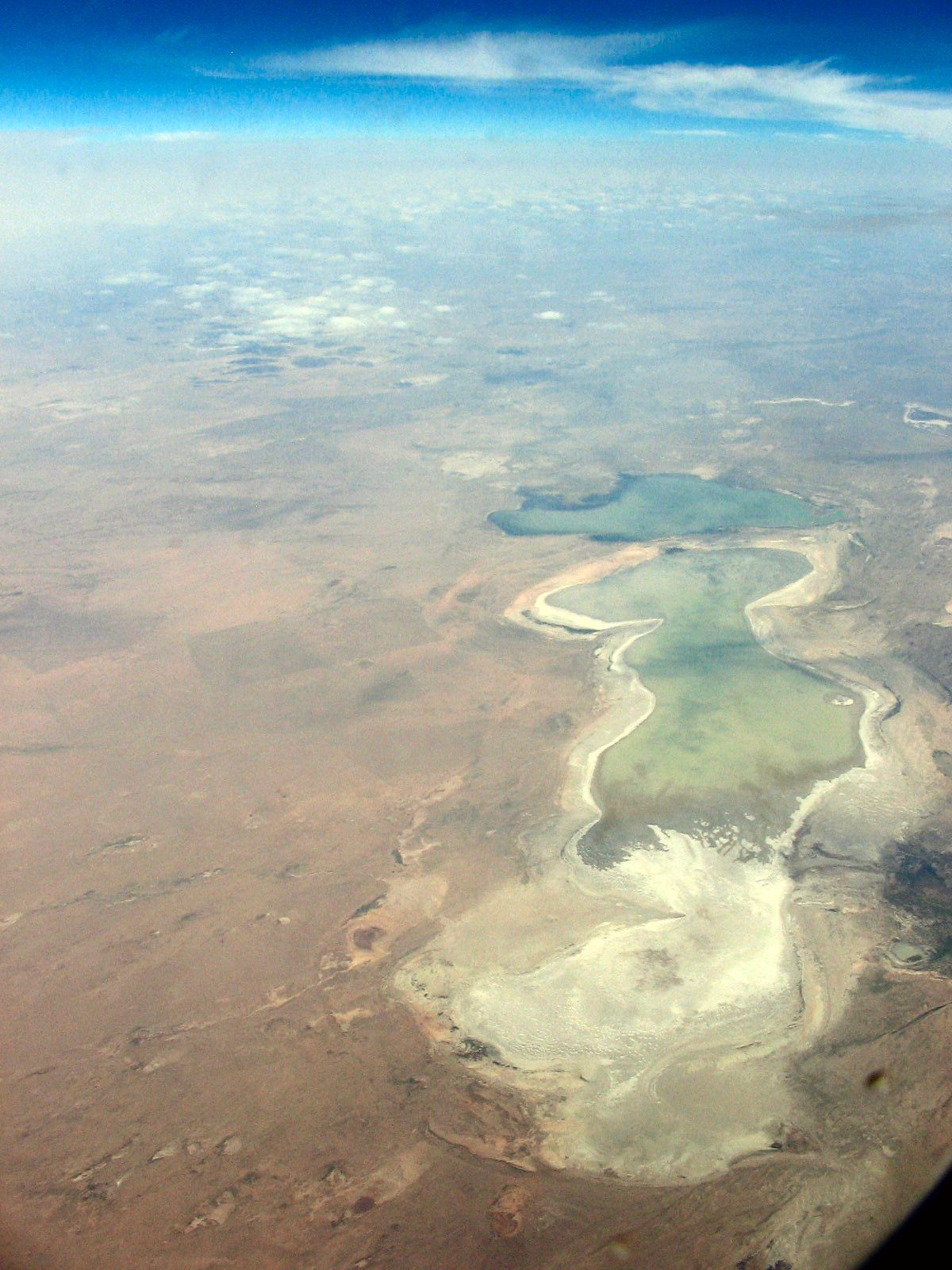
Sóstó a Góbi sivatagban

Mongólia területének felszínén a legváltozatosabb korú és anyagú földtani képződmények találhatók. Északon, a kaledóniai gyűrődés területén a prekambrium kőzetei jelennek meg, mint a biotitgránit, amfibonit, gneisz, porfiritek, kristályos palák, konglomerátumok, helyenként a márvány.
Az alsó és középső kambrium kőzetei a Mongol-Altajban több ezer méter vastagságban fordulnak elő, fő típusai a nagy vastagságú alapkonglomerátumon a homokkő, tufás homokkő, márgák, mészkövek. A szilur korból délen tengeri képződmények maradtak fenn. A devon korból a geológusok a korabeli kontinensek szélén kialakult, epikontinentális delták maradványaira bukkantak. Gyakori a homokkő és a palás képződmények, amelyekben néhol a fauna maradványai révén is elkülöníthető szinteket mutattak ki.
A karbon időszak elején az addig kialakult geoszinklinálisok, mélyedések feltöltődtek, a tengerek területe a térségben erősen lecsökkent. A mai ország területe jelentősen megemelkedett, felgyűrődött a Mongol-Altaj és a Hangáj-hegység gránitmagma-tömege. A Mongol-Altajban a felső karbon korából származó kőszéntelepeket tártak fel. Az ekkor keletkezett üledékek részben tengeri, részben szárazföldi eredetűek. A Hangáj-hegységben csaknem 3000 méter vastag szárazföldi üledékes kőzetösszlet ismeretes.
A perm időszakból származó üledékek az ország nagy területein azonosíthatók, ezek közé sokfelé behatoltak a a vulkánosság anyagai, a porfiritek, andezit, dácit takarók. A perm végén az ország mai területe erős gyűrődéses és töréses mozgások közepette teljes egészében a korabeli tenger szintje fölé emelkedett, és azóta, azaz 300 millió éve szárazulat is maradt, így a következő, triász időszakból sincs már tengeri üledékes maradvány.
A jura időszakban az ország keleti részein hatalmas süllyedékekben tavi, mocsári homokos-agyagos, helyenként kőszenet tartalmazó üledékek halmozódtak fel. Egyidejűleg felerősödött a vulkánosság, vastag lávatakarók, tufarétegek rakódtak le. A Góbi-Altaj területén a jura korszak teljes üledéksorát ki lehet mutatni, fosszíliák révén is. A kréta időszak elején további, lassan süllyedő depressziók alakultak ki. A földtörténeti középidőszakot ezeknek a süllyedékeknek a feltöltődése, agyagok, kőzetliszt (alurit), homokkő, márga és mészkő rétegek lerakódása és a kőszénképződés zárja. A több ezer méter vastagságú kréta összletben is kimutathatók a vulkáni anyagok betörései. A krétakori üledékek a Góbiban a világ leggazdagabb őshüllő-lelőhelyei között vannak.
A harmadidőszakban folytatódott a terület általános süllyedése, és ennek nyomán újabb és újabb szárazföldi üledékes rétegek lerakódása. A negyedidőszak változatos, glaciális (jégkorszaki), fluviális (folyami), tavi és eolikus (szél által hordott) üledékei változatos formákban mutathatók ki a mai medencék, völgyek területén.
A magas hegységekben az egykori gleccserek működése nyomán nagy mennyiségű görgeteges kőzettörmelék keletkezett. A hegyek lábánál a törmelékkúpok, a kőfolyások ma is aktív mozgást végeznek. A medencékben az üledékek fokozatosan osztályozódnak; a központi, legmélyebb részeken már a finomszemcsés képződmények uralkodnak.
A pleisztocén üledéke nem túl vastag, a völgyekben, medencékben is csak 30–150 méteres, mégis nagy a gazdasági-társadalmi jelentősége, mivel ez a fő édesvíz-tároló képződmény, az ebbe fúrt kutakból lehet kielégíteni az ország vízszükségletének nagy részét.

## Ásványkincsek
A változatos tektonikai szerkezet sokfelé kedvezett ércek kialakulásának. A lelőhelyeket három zónára lehet osztani: az északi a Mongol-Altaj kaledonida övezetének része, déli határa a Bulgan városnál található törésvonal. A kelet-mongóliai érc-zóna az ország keleti kétharmadára terjed ki, és főleg a mezozoikumi vulkánosság hozta létre. A harmadik csoport a dél-mongóliai érc-zóna.
A kelet-mongóliai zónában a vasérc és a mangánérc sokfelé megtalálható. Az ofiolit struktúrákban króm, titán és vanádium is található. Az ólom, ón, réz, és arany mindhárom érc-zónában előfordul. Mélységi törésvonalaknál higany is található. Mörön városától északnyugatra bauxit, nefelinszienit, szillimanit, gneisz található. Az ofiolit övezetek gyakran tartalmaznak másodlagos nikkel és kobalt-nikkel érceket, krizotillal (fehér azbeszt) együtt. A bulgani törésvonal zónájában a milonit kőzetben azurit, malachit, krizokolla és türkiz található. Ugyancsak a Bulgan tartományban volfrám, réz, mangán és urán kitermelése is folyik.
Az országban jelentős karbon- és perm-kori kőszénkészletek találhatók. Délkeletre, a Góbiban Szajnsand környékén kőolajat hoznak a felszínre.

## A mongóliai földtani kutatások története
Alexander von Humboldt 1843-ban megjelent, Közép-Ázsiáról szóló három kötetes munkájában már foglalkozott a mai Mongólia területének földtani viszonyaival. 1870-től a századfordulóig már több kutató közölt leíró jellegű tanulmányokat az itt található prekambriumi, óidei és középidei képződményekről. Nyikolaj Mihajlovics Przsevalszkij és más orosz tudósok fontos eredményekre jutottak, majd tevékenységüket a szovjet időkben is folytatták utódaik. A módszeresebb, intenzívebb földtani kutatások 1932-től kezdődtek meg, főleg ásványkincsek iránt. A hatalmas területen ettől kezdve szinte folyamatosan dolgoztak, dolgoznak különböző kutatócsoportok. A szovjet geológiai expedíciók 1932 és 1937 között számos értékes ásvány lelőhelyét, így molibdént, volfrámot, ónt, kőolajat, szenet, evaporitokat és fluoritot fedeztek fel. 1946 és 1949 között lengyel–mongol paleontológiai expedíció tevékenykedett az országban. 1948-ban létrehozták a Mongolneft állami olajvállalatot. 1957-ben megalakult a mongol országos geológiai felmérő hivatal, ami 1961-ben minisztériumi rangot kapott.
1970 körül készült el az ország egész területének 1 : 1 000 000 méretarányú geológiai térképe, amit aztán egyre részletesebbek követtek. A 20. század második felében a magyar–mongol együttműködés keretében számos magyar geológiai expedíció végzett eredményes feltáró munkát az országban, elsősorban az állattenyésztés számára oly fontos vízkutatás területén.

## Fordítás
- Ez a szócikk részben vagy egészben  a   Geology of Mongolia című angol Wikipédia-szócikk ezen változatának fordításán alapul.  Az eredeti cikk szerkesztőit annak laptörténete sorolja fel. Ez a jelzés csupán a megfogalmazás eredetét és a szerzői jogokat jelzi, nem szolgál a cikkben szereplő információk forrásmegjelöléseként.